# アザラシ肢症
アザラシ肢症（アザラシししょう、phocomelia）とは、特徴的な四肢の長骨がない、または短く、手または足が直接胴体についているため、アザラシのように見えることから名付けられた先天性疾患の1つ。
その他、内臓の配置異常等の広範囲の異常を引き起こしているものもある。原因としてはさまざまなものがあると考えられるが、1950年代後半（日本では1960年代前半）に大量発症した事例は、サリドマイドによる薬害が指摘されている。極端な場合は、無肢症とも呼ばれる。

## 原因

### サリドマイドによる大量発症
1950年代後半から1960年代前半に大量発症した事例は、抗てんかん薬として使用されていたサリドマイドが、つわりや不眠症の治療薬として用いられていたが、妊婦が妊娠初期に服用することによる副作用である催奇性により、胎児に影響が出たものとされている。

### その他の原因
当先天性疾患は、サリドマイドの発明以前から報告がなされているが、サリドマイド以外の原因についてはいまだ解明されていない。

## アザラシ肢症を取り扱った作品
- 「典子は今｣ - 松山善三,高峰秀子著 全国書誌番号82000834 （1981年のドキュメンタリー映画化原作）
- 白井のり子 -「典子44歳いま、伝えたい『典子は、今』あれから25年」 2006年、ISBN 978-4-334-97501-2
- 栢森良二 -「サリドマイド物語」1997年、ISBN 978-4-263-23310-8